# Hlín Eiríksdóttir
Hlín Eiríksdóttir (nacida el 12 de junio de 2000) es una futbolista islandesa que juega como centrocampista en el club Kristianstads DFF de la Damallsvenskan.
Forma parte de la selección nacional femenina de fútbol de Islandia desde 2018.

## Carrera

### Club
Debutó en la Úrvalsdeild con el Valur en 2015. Jugó su primer partido el 1 de septiembre de 2015, cuando sustituyó a Berglind Rós Ágústsdóttir en el minuto 64 en una derrota por 0-4 contra el Þór/KA. Sería su única aparición ese verano. El primer gol de Hlín llegó contra el Breiðablik el 10 de agosto de 2017 en una victoria por 2-0 en casa.
En diciembre de 2020, Hlín fichó por el Piteå IF de la Damallsvenskan sueca de primera división. En noviembre de 2022, se informó de que no jugaría para el equipo la temporada siguiente.

### Internacional
Debutó con la selección sub-17 de Islandia el 23 de abril de 2015 a los 14 años en un partido contra Gales. Participó en los seis partidos que Islandia Sub-17 jugó en la clasificación para el Campeonato Europeo Femenino Sub-17 de la UEFA 2016-17. El 25 de agosto de 2016, Hlín debutó con Islandia Sub-19 en un partido contra Polonia. El 23 de enero de 2018, Hlín hizo su primera aparición con la selección absoluta de Islandia en un partido amistoso contra Noruega. Hlín marcó su primer gol internacional contra Dinamarca en la Copa de Algarve 2018.

## Vida personal
La madre de Eiríksdóttir es la ex jugadora de la selección nacional femenina de fútbol de Islandia Guðrún Sæmundsdóttir.